# スチュアート・ホール (ボクサー)
スチュアート・ホール（Stuart Hall、1980年2月24日 - ）は、イギリスの男性プロボクサー。イングランド、ダラム州ダーリントン出身。元IBF世界バンタム級王者。技巧派の曲者ボクサー。

## 来歴
ホールがボクシングを始めたのはかなり遅く28歳になってから。それ以前はイビサ島に移り住み麻薬と酒浸りの生活を5年間送っていたと本人が明かしている。
2008年4月26日、ダーリントンでデビュー戦を行い、6回判定勝ちを収めデビュー戦を白星で飾った。
2010年6月4日､ダラムのピーターリーでイヴァン・ナパとBBBofC英国バンタム級王座決定戦を行い8回終了時にナパが棄権した為王座獲得に成功した。
2010年7月23日、エセックスのブレントウッドでマーティン・パワーと対戦し、10回2分30秒TKO勝ちを収めBBBofC英国王座の初防衛に成功した。
2010年11月23日、マンチェスターのマンチェスター・アリーナでゲーリー・デービスと対戦し、7回2分58秒TKO勝ちを収めBBBofC英国王座の4度目の2度目の防衛に成功した。
2011年4月9日、ノース・イースト・イングランドのホートン＝ル＝スプリングでジョン・ドネリーと対戦し、4回にダウンを奪ってペースを握り先手を奪った。5回に2度ダウンを追加しレフェリーストップ。5回2分7秒TKO勝ちを収めBBBofC英国王座の3度目の防衛に成功した。
2011年9月3日、シェフィールドにあるヒルズボロ・スタジアムでコモンウェルスイギリス連邦バンタム級王座、EBU欧州バンタム級王座並びにBBBofC英国バンタム級王座を懸け、後にIBF世界バンタム級王者となるジェイミー・マクドネルと対戦。試合は技巧派同士の対戦で互角になるも12回ホールの左目の上を有効打でカットしペースを握り損ねてそのまま判定になり、プロ初黒星となる12回0-3（113-115、114-116、113-116）の判定負けを喫しBBBofC英国王座の4度目の防衛に失敗、コモンウェルスイギリス連邦王座の獲得に失敗、EBU王座獲得にも失敗した。
2012年7月7日、マクドネルの世界挑戦の準備に伴い返上したEBU欧州バンタム級王座を賭けリー・ハスキンスと対戦し、12回0-3（109-118、111-117、110-118）の判定負けを喫し、王座獲得に失敗した。
2012年11月16日、ジョシュ・ウェールとコモンウェルスイギリス連邦バンタム級王座を賭けて対戦し、12回3-0（120-110、119-110、120-108）の判定勝ちを収め王座獲得に成功した。
2013年5月11日、セルジオ・ペラレスとIBFインターコンチネンタルバンタム級王座決定戦を行い、12回3-0（117-111×2、115-113）の判定勝ちを収め王座獲得に成功した。
2013年12月21日、リーズのファースト・ダイレクト・アリーナにて、ジェイミー・マクドネルの王座剥奪に伴いIBF世界バンタム級2位のヴィシー・マリンガとIBF世界バンタム級王座決定戦を行い、3回にダウンを奪ってペースを握るとそのまま優位に運び3-0（116-111、117-110、117-110）の判定勝ちを収め世界王座初挑戦での王座獲得に成功した。
2014年3月29日、ニューカッスルのメトロ・ラジオ・アリーナでコモンウェルスイギリス連邦バンタム級王者でIBF世界バンタム級15位のマーティン・ウォードと対戦するが、2回に偶然のバッティングでウォードが右まぶたを負傷し試合続行が不可能となり、2回35秒負傷引分けとなり初防衛に成功した。
2014年6月7日、ニューカッスルのメトロ・ラジオ・アリーナでIBF世界バンタム級11位のポール・バトラーと対戦し、12回1-2（115-113、111-117、113-115 ）の判定負けを喫し2度目の防衛に失敗、王座から陥落した。
2014年7月10日、IBFはホールをIBF世界バンタム級3位にランクインした。
2014年7月22日、バトラーの王座返上に伴うIBF世界バンタム級王座決定戦の入札がIBF本部で行われ、ホールを擁するデニス・ホブソン・プロモーションズが26万1750ドル（約2670万円）を提示し、IBF世界バンタム級1位のランディ・カバジェロを擁するゴールデンボーイ・プロモーションズが12万7000ドル（約1300万円）を提示した為、ホール陣営が興行権を落札した。ファイトマネーは50%ずつ配分され、両者の報酬は13万875ドル（約1335万円）となった。
2014年10月25日、モナコモンテカルロのサル・デゼトワールでポール・バトラーの王座返上に伴いランディ・カバジェロとIBF世界バンタム級王座決定戦を行うが、12回0-3（2者が111-116、110-118）の判定負けを喫し4ヵ月ぶりの王座返り咲きとはならなかった。
2016年6月28日、IBF世界バンタム級王者リー・ハスキンスとの指名試合の入札が行われ、ホール陣営のマッチルーム・スポーツが20万1999ドルを提示し、アル・ヘイモンに近いトム・ブラウン率いるTGB・プロモーションズ(設立後初めて入札に絡んだ)が8万5000ドルを提示した為マッチルーム・スポーツが開催を落札した。なおハスキンス陣営のヘネシー・スポーツ(TGB・プロモーションズが代理参加)は入札に参加しなかった。交渉期間は90日間でファイトマネーの分配はハスキンスが75%（15万1499ドル）でホールが25%（5万500ドル）となった。
2016年9月10日、ロンドンにあるO2アリーナでゲンナジー・ゴロフキンvsケル・ブルックの前座でIBF世界バンタム級王者のリー・ハスキンスと3年ぶりに対戦し、12回0-3（113-115、111-117、112-116）の判定負けを喫し約2年ぶりの王座返り咲きに失敗した。
2017年9月30日、リヴァプールのエコー・アリーナ・リヴァプールで元IBF世界バンタム級王者でWBA世界バンタム級5位のポール・バトラーとWBA世界バンタム級挑戦者決定戦を行い、12回0-3（111-117、110-118×2）の判定負けを喫しマクドネルへの挑戦権獲得に失敗した。

## 獲得タイトル
- BBBofC英国バンタム級王座
- コモンウェルスイギリス連邦バンタム級王座
- IBFインターコンチネンタルバンタム級王座
- IBF世界バンタム級王座（防衛1）